# Willie Thorne
William Joseph "Willie" Thorne, född 4 mars 1954 i Leicester, England,  död 17 juni 2020 i Torrevieja, Spanien, var en engelsk snookerspelare och TV-kommentator.

## Karriär
Thorne blev professionell 1975 som 21-åring, efter att bland annat ha vunnit de engelska under-16- och under-19-mästerskapen i början av 1970-talet. Han spåddes en lysande framtid under 1980-talet men lyckades aldrig riktigt slå igenom i den absoluta världstoppen, som högst nådde han en sjundeplats på världsrankingen i mitten på 1980-talet. Han lyckades under karriären bara vinna en rankingtitel, 1985 års Mercantile Credit Classic. Följande säsong nådde han två rankingfinaler, UK Championship och British Open, men förlorade båda. I VM blev det som bäst kvartsfinal för Thorne, vilket han lyckades med 1982 och 1986.
På grund av sitt utseende med flintskallighet och mustasch, blev Thorne ändå ett av de mest kända ansiktena inom snooker. Han blev även känd för att ha stora spelproblem, och förlorade vid flera tillfällen stora summor pengar på bland annat snooker och hästspel. Efter att karriären började gå utför i slutet av 1980-talet, började Thorne ofta att kommentera snooker för BBC. Han har dock även deltagit i många seniorturneringar, bland annat Senior's Pot Black och World Seniors Masters.

## Titlar

### Rankingtitlar
- Mercantile Credit Classic - 1985

### Övriga titlar
- Hong Kong Masters - 1986
- Pontins Professional - 1984